# (21326) Nitta-machi
(21326) Nitta-machi est un astéroïde de la ceinture principale.

## Description
(21326) Nitta-machi est un astéroïde de la ceinture principale. Il fut découvert le 8 janvier 1997 à Ōizumi par Takao Kobayashi. Il présente une orbite caractérisée par un demi-grand axe de 2,58 UA, une excentricité de 0,10 et une inclinaison de 4,4° par rapport à l'écliptique.

## Compléments